# لوئیزا آدامز
لوئیزا آدامز (انگلیسی: Louisa Adams; ۱۲ فوریهٔ ۱۷۷۵ – ۱۵ مهٔ ۱۸۵۲) همسر جان کوینزی آدامز رئیس جمهور ایالات متحده آمریکا و بانوی اول ایالات متحده آمریکا از سال ۱۸۲۵ تا ۱۸۲۹ بود.
وی که متولد شهر لندن بود اولین بانوی اول آمریکا بود که خارج از ایالات متحده آمریکا و مستعمرات سیزده‌گانه زاده شده بود، پس از او ۱۹۲ سال بعد این مورد توسط ملانیا ترامپ تکرار شد.